# The Fight: Science Against Cancer
The Fight: Science Against Cancer ist ein kanadischer Dokumentar-Kurzfilm von Morten Parker aus dem Jahr 1950, der für einen Oscar nominiert war.

## Inhalt
Der Film widmet sich der Krankheit Krebs um die Mitte des 20. Jahrhunderts. Es wird der Frage nachgegangen, wie Krebszellen entstehen und wie man sie bekämpfen kann. Es werden Untersuchungen zu Rate gezogen, die zu ergründen versuchen, worauf die Unterschiede zurückzuführen sind, die zu einem normalen Zellwachstum oder aber dem Wachstum von Krebszellen im Körper führen und wie es dazu kommt. Zur Sprache kommt auch, dass es vereinzelt schon Heilungen für bestimmte Krebsarten gibt, die einmal als unbesiegbar galten, dass der Krebs aber immer noch zahlreiche Rätsel aufgibt und dass viele Fragen bis heute nicht beantwortet werden können.
Ein Netzwerk von Wissenschaftlern rund um die Welt tauscht sich untereinander aus, geht jedem Hinweis nach und überprüft ihn mit größter Sorgfalt, da er ja eventuell zu einer Lösung eines anstehenden Problems beitragen könnte.

## Produktion
Der Film wurde von der National Film Board of Canada (NFB) in Kooperation mit dem Medical Film Institut of the Association of American Medical Colleges produziert. Beratend standen dem Film David Ruhe, M. D. und Bernard V. Dryer zur Seite und als wissenschaftlicher Berater V. V. Bazilauskas, M. D. und als Berater des Produzenten Maurice Constant. Für die animierten Sequenzen waren Colin Low und Evelyn Lambart zuständig.

## Auszeichnung
Guy Glover als Produzent des Films war 1951 in der Kategorie „Bester Dokumentar-Kurzfilm“ für einen Oscar nominiert, der jedoch an Edmund Reek und seinen Film Why Korea? ging.